# Шелехов (город)

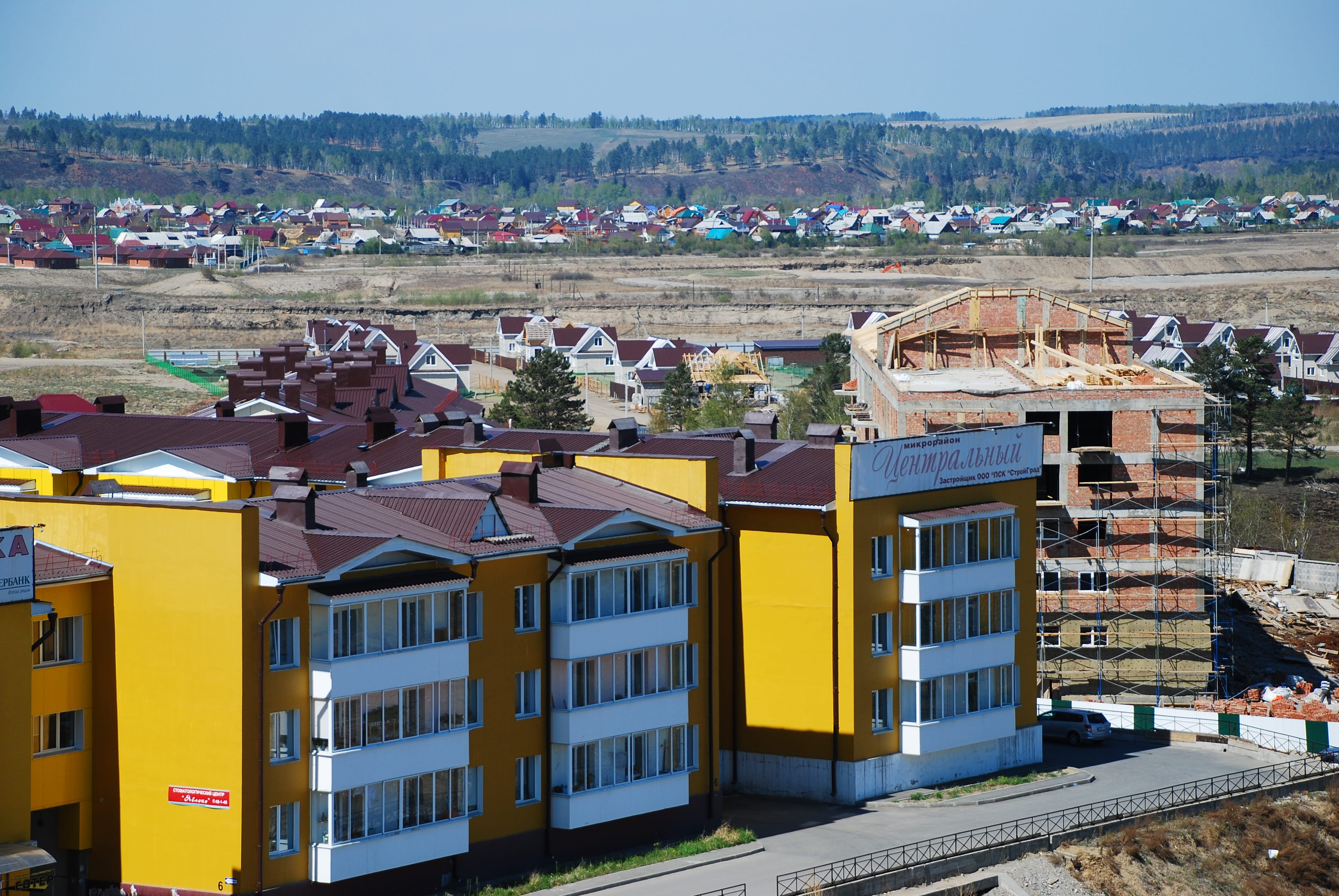
Центральный микрорайон в г. Шелехове

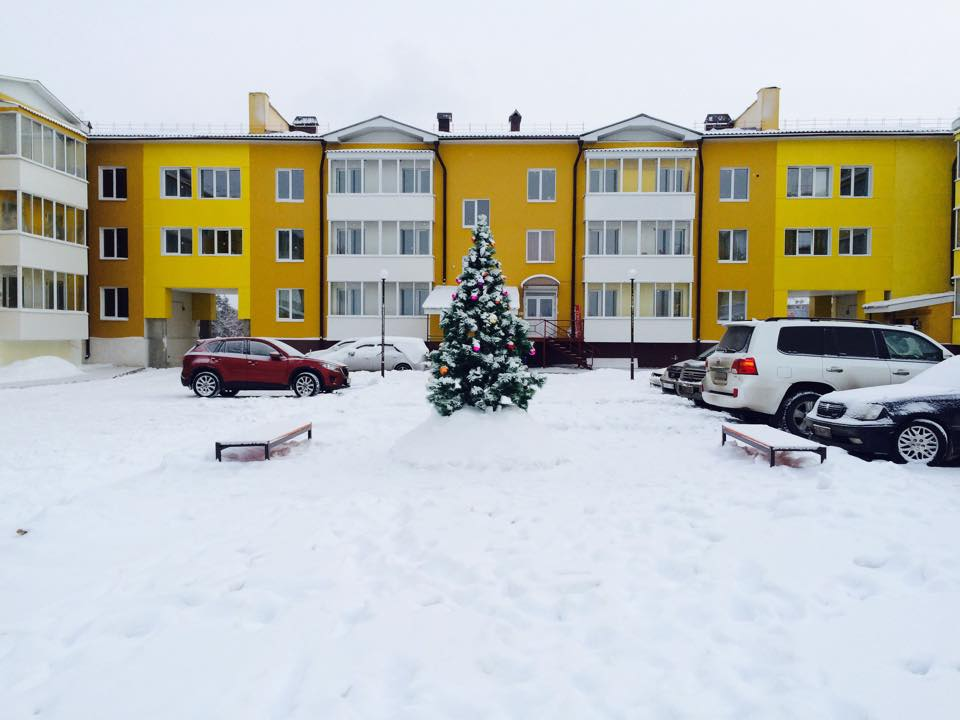

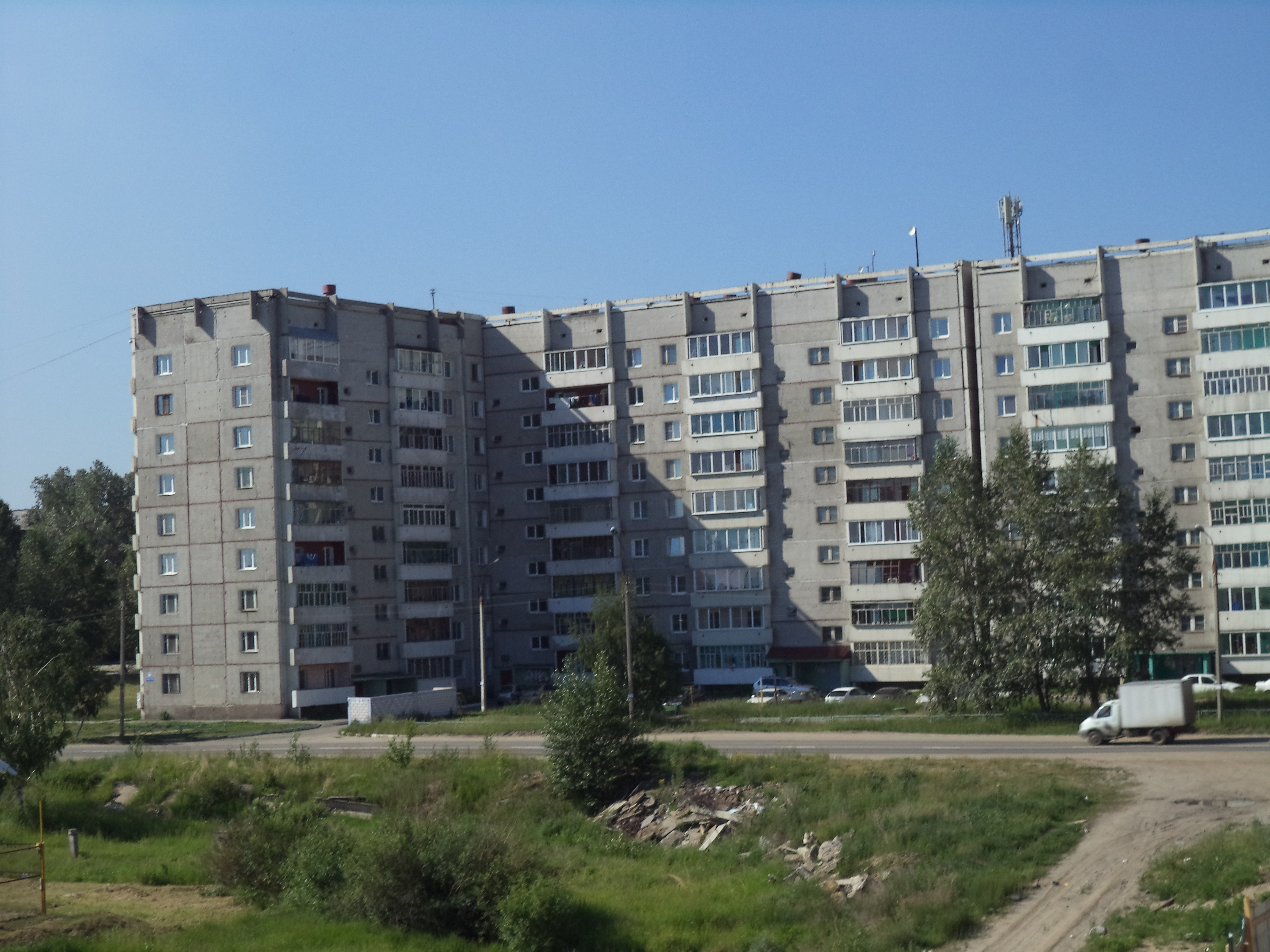
Улица Белобородова в городе Шелехове. Вид на 4 микрорайон.

Ше́лехов — город в России, административный центр Шелеховского района Иркутской области. Расположен на равнине между реками Иркутом и Олхой, в 12 километрах от областного центра. Входит в состав Иркутской агломерации и Большого Иркутска. Политический, культурный и экономический центр Шелеховского района, один из ведущих промышленных центров Иркутской области.
Население — 41 998 чел. (2021).
Муниципальное образование городское поселение город Шелехов включено в перечень монопрофильных муниципальных образований Российской Федерации (моногородов) в категорию муниципальных образований со стабильной социально-экономической ситуацией.
День города официально — 20 июля, фактически отмечается в День металлурга (третье воскресенье июля) и всю предшествующую неделю.

## Этимология
Название в честь российского путешественника, землепроходца, мореплавателя, купца и основателя Русско-Американской компании Григория Ивановича Шелихова. При этом в Указе 1956 года о присвоении названия посёлку фамилия предпринимателя принята в написании Шелехов. Это связано с тем, что нет единого мнения о правильности написания фамилии. Сам же Григорий Иванович подписывал документы в обоих вариантах. С 1956 года — рабочий посёлок Шелехов, с 1962 года — город с тем же названием.

## Физико-географическая характеристика
Географическое положение
Шелехов находится на юге Иркутской области, в долине рек Иркута и Олхи в 18 км (между центрами) или в 7 км (между границами) от Иркутска и в 75 км от озера Байкал. Территория города около 3100 га.
Часовой пояс
Шелехов находится в часовой зоне, обозначаемой по международному стандарту как Irkutsk Time Zone. Смещение относительно UTC составляет +8:00. Разница с московским временем составляет 5 часов. Время в Шелехове опережает географическое поясное время на один час.
Рельеф
Город расположен на Иркутско-Черемховской равнине, геологическое строение которой относится к Юрскому периоду. Территория рельефа состоит из предгорья Байкало-Патомского нагорья. В 10 километрах к югу от Шелехова находится линия тектонических нарушений. Сейсмическая опасность здесь около 7-9 баллов по шкале Рихтера. Краевой прогиб относится к докембрийской складчатой платформе.
Средняя высота Шелехова над уровнем моря составляет около 460 метров. Протяжённость города с востока на запад — 7 км (без учёта посёлка Чистые Ключи) и с севера на юг — 5,8 км.
Климат
Климат Шелехова мало чем отличается от иркутского. Наблюдения местной метеостанции резюмируют небольшое отличие температуры в среднем на 3 градуса по Цельсию. Так, зимой в Шелехове холоднее на 2-4 градуса, а летом — наоборот теплее, чем в Иркутске. Это связано с ангарскими водами, которые отдают своё тепло Иркутску зимой, а летом немного охлаждают.
Растительность
В городе имеется два больших озеленённых бульвара, несколько аллей и два парка : Центральный городской и Первого микрорайона.
Флора представлена различными кустарниками, лиственничными и хвойными деревьями. В основном, это берёза и ель. Также встречаются клён, сирень, яблоня, дикая груша и черёмуха. На городских аллеях и парках в весенне-летний период можно встретить подснежники и главный символ шелеховского герба — жарки. В пригороде и на склонах Олхинской горы растут красоднев малый, лилия кудреватая, лилия даурская, башмачок настоящий, башмачок капельный, башмачок крупноцветковый, ландыши, курильский чай и другие цветы, лекарственные травы, грибы.
Шелехов относится к равнинной территории растительности, где преобладают подтаёжные сосновые и лиственично-сосновые (из лиственницы сибирской) разнотравные леса. Почвенный покров — дерново-перегнойно-карбонатный.
Экологическое состояние
Источником загрязнения воздуха в районе проходящей через Шелехов федеральной трассы М55 является расположенный в километре от города Иркутский алюминиевый завод (филиал ООО «РУСАЛ Братск» в г. Шелехове).
В городе работают пункты наблюдения за состоянием качества воды и воздуха. Имеются различные очистные сооружения, в том числе промышленных и хозяйственно-бытовых сточных вод.
Фауна
Животный мир в черте города в основном представлен несколькими видами птиц (стрижи, сизые голуби, воробьи, голубая сорока), земноводных, ящериц, полевых мышей и других. Реже встречаются белки, бурундуки, дятлы, куропатки, дикие утки, ондатры.

## История
1953—1961
Датой основания города Шелехова считается май 1953 года, когда строителями Иркутского алюминиевого завода, работниками треста «Иркутскалюминстрой» (ИАС), были поставлены первые шесть палаток. Однако, чаще этот год употребляется как первое упоминание о населённом пункте, так как тогда посёлок назывался аббревиатурой завода — ИркАЗ. По данным «Гипрогора», планировалось создать город с численностью населения в 100 000 человек. Первыми жителями рабочего посёлка были люди из деревень Олха, Маркова, Введенщина, посёлка Большой Луг. В память о первостроителях недалеко от здания заводоуправления установлена мемориальная «Первая палатка». Данное сооружение представляет собой монумент из железобетона в виде палатки.
30 марта 1954 года комиссия строителей приняла во временную эксплуатацию жилые дома типа К-7. Осенью начала работать киноустановка, которая прокручивала до 16 фильмов в неделю. В октябре прибыли первые 10 комсомольцев на строительства ИркАЗа. К концу года в эксплуатацию сдано 2 148 м² жилой площади; был заложен первый квартал будущего города.
Поначалу расположение жилых домов было по квартальной схеме. В настоящее время город представлен несколькими кварталами и микрорайонами. В черте города также расположено много садоводческих товариществ.
Первый детский сад был открыт 15 сентября 1955 года, а в декабре стройка и посёлок получили постоянное электроосвещение от энергосети.
25 января 1956 года посёлок строителей ИркАЗа получает наименование «рабочий посёлок Шелехов». Спустя два месяца состоялись выборы в Шелеховский поселковый Совет депутатов трудящихся.
В ночь с 16 на 17 июня 1956 года в рабочий посёлок прибывает первая партия комсомольцев из Орла.
1962—1990

27 января 1962 года Шелехов получил статус города. Город активно благоустраивался, ежегодно вводилось по 30-35 тысяч м² жилья. Городу Шелехову около 30 раз присуждалось первое место во Всероссийских соревнованиях за лучшее проведение работ по благоустройству и санитарному содержанию города.
1991 — настоящее время

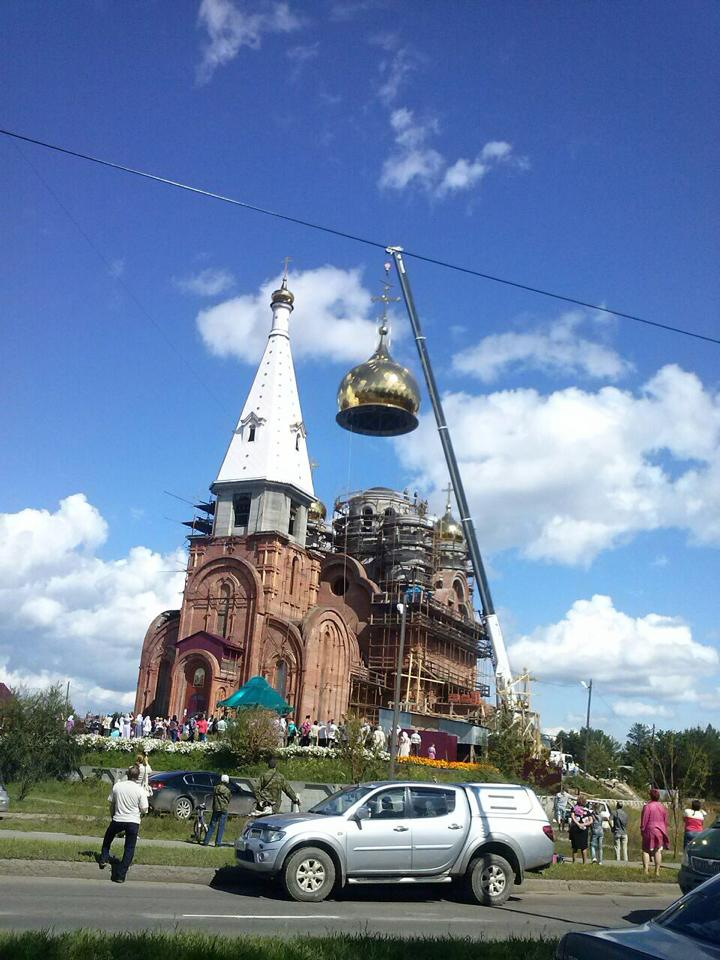
На храм Святых апостолов Петра и Павла в г Шелехов водружают главный купол

В 1993 году был образован Шелеховский район с административным центром в городе Шелехове.

## Население
| 1959    | 1967    | 1970    | 1979    | 1989    | 1992    | 1996    | 1998    | 2000    |
| ------- | ------- | ------- | ------- | ------- | ------- | ------- | ------- | ------- |
| 13 044  | ↗27 000 | ↗29 889 | ↗40 561 | ↗47 702 | ↗49 300 | ↗51 800 | ↗53 400 | ↗54 300 |
| 2001    | 2002    | 2003    | 2005    | 2006    | 2007    | 2008    | 2009    | 2010    |
| ↗55 100 | ↘47 520 | ↘47 500 | ↗48 100 | ↗48 300 | ↗48 700 | ↗49 200 | ↗49 551 | ↘47 943 |
| 2011    | 2012    | 2013    | 2014    | 2015    | 2016    | 2017    | 2018    | 2019    |
| ↗47 961 | ↘47 911 | ↗47 974 | ↘46 775 | ↗47 120 | ↗47 378 | ↗47 608 | ↗48 098 | ↗48 460 |
| 2020    | 2021    |         |         |         |         |         |         |         |
| ↘48 423 | ↘41 998 |         |         |         |         |         |         |         |

На 1 января 2025 года по численности населения город находился на 371-м месте из 1124 городов Российской Федерации.

## Административное устройство
Территориальное деление
В состав Шелеховского городского поселения входит город Шелехов, который разделён на кварталы и микрорайоны (без образования административных единиц):
1. Первый квартал;
2. Второй квартал;
3. Третий квартал;
4. Четвёртый квартал;
5. Пятый квартал;
6. Шестой квартал;
7. Седьмой квартал;
8. Восьмой квартал;
9. Девятый квартал;
10. Десятый квартал;
11. Одиннадцатый квартал;
12. Восемнадцатый квартал;
13. Двадцатый квартал;
14. Тридцатый квартал;
15. Первый микрорайон;
16. Третий микрорайон;
17. Четвёртый микрорайон;
18. Центральный микрорайон
19. Привокзальный микрорайон;
20. Посёлок Индивидуальный;
21. Посёлок Лесной.

## Официальная символика
Герб
В начале 90-х администрация города Шелехова проводила конкурс на лучший герб, в котором победил Виктор Шаргин. Герб принят Постановлением главы администрации Владислава Поздняка «Об утверждении герба города Шелехова» от 3 апреля 1992 года.
Символика герба: символ места — сибирский цветок жарок, символ имени — промысловая шхуна «Галиот», символ земли Иркутской — Сильный бабр, голубой цвет — цвет морских просторов и мечты о чистом небе над городом, оранжевый цвет — цвет червоного золота, цвет богатства и благородства людей, красный цвет — цвет борьбы, свободы, тревоги, белый цвет — цвет чистоты помыслов, серебристый цвет — цвет чести и достоинства.

## Экономика
- Предприятия цветной металлургии: ОАО "Объединённая Компания «Российский алюминий» (Иркутский алюминиевый завод, ЗАО «Кремний», ООО «СУАЛ-ПМ»).
- Машиностроительные заводы: ОАО «Иркутсккабель», ОАО «Шелеховский РМЗ», ОАО «Иркутскагроремонт».
- Строительство: ООО "Производственно-строительная компания «Стройград», ОАО «Восточно-Сибирский завод ЖБК», ООО «Строитель», ООО «ВСЭМ», ООО «Фотон», ООО «ЭлектроСервис», ООО"ШелеховЭлектроТехМонтаж"

Объём отгруженных товаров собственного производства, выполнено работ и услуг собственными силами по обрабатывающим производствам за 2009 год 23,63 млрд рублей.

## Культура и спорт
Работает городской «Музей Г. И. Шелехова» с экспозицией, посвящённой русскому исследователю Григорию Шелихову, страницам освоения российскими купцами территории Аляски и Северной Америки, истории создания и деятельности Российско-Американской компании.
В центре города расположены кинотеатр «Юность», дворец культуры и спорта «Металлург».
Команда по хоккею с мячом «Строитель» создана при тресте «Иркутскалюминстрой». В высшей лиге чемпионата СССР провела один сезон 1968/1969 (30 матчей, 8 побед, 2 ничьих, 20 поражений; мячи — 44:103). Ведущие игроки — В. Елизаров, О. Катин, В. Колесников, А. Комарицын. Расформирована после сезона 1968/1969 в связи с расформированием треста «Иркутскалюминстрой».
При проведении чемпионата мира по хоккею с мячом среди женщин в Иркутске 25 февраля 2012 года на стадионе «Строитель» состоялся матч Канада-США (1:0).
34-й чемпионат мира 2014 по хоккею с мячом среди мужчин проходил в России с 26 января по 2 февраля 2014 года в четырёх группах (две группы в турнире А и две в турнире В). 13 матчей этого турнира прошли на стадионе «Строитель», в том числе финал Группы B. Через пять лет в этом же городе запланирован очередной чемпионат мира по хоккею с мячом.

## Транспорт
Городской транспорт
В городе достаточно развитая система городского транспорта, в которой, в основном, работают маршрутные такси. Стоимость проезда на городских маршрутах (на июль 2024 года) составляет 35 рублей.
Маршруты:
- 1 3-й микрорайон — Автостанция — Кинотеатр «Юность» — Микрорайон Привокзальный — ИркАЗ;
- 2 ИркАЗ — микрорайон Привокзальный — Поликлиника — 20-й квартал — Автостанция — 4-й микрорайон — завод «Иркутсккабель»;
- 3 4-й микрорайон — Автостанция — Сибирь — Поликлиника — 20-й квартал — Автостанция — 4-й микрорайон;
- 4 4-й микрорайон — Автостанция — Кинотеатр «Юность» — Гончарово — Поликлиника — 20-й квартал — Автостанция — Центральный микрорайон — ЗАГС — 4-й микрорайон;
- 5 посёлок Индивидуальный — 4-й микрорайон;
- 6 (летний маршрут) 4-й микрорайон — посёлок Индивидуальный — Шелеховские озёра;
- 8 4-й микрорайон — посёлок Лесной.
- 10 4-й микрорайон — Автостанция — 20-й квартал — 11-й квартал — Налоговая — Поликлиника — Сибирь — Цветочный — Автостанция — 4-й микрорайон

Около 80 % маршрутного транспорта представлено автомобилями «Газель». Все маршруты обслуживаются частными предприятиями, муниципального транспорта в городе нет.
Междугородный транспорт
Перевозки из Шелехова в другие города и населённые пункты района и области осуществляются с автостанции, а также с других остановок города.
Маршруты Шелехов — Иркутск:
- 107 (307) 4-й микрорайон — НИ ИрГТУ;
- 114 Село Баклаши — 4-й микрорайон — Центральный рынок;
- 119 Автостанция — Цирк;
- 120 4-й микрорайон — Автовокзал;
- 126 Микрорайон Привокзальный — Центральный рынок.
- 316 Автостанция — Аэропорт (через Новый мост)
- 321 4-й микрорайон — ДС «ТРУД» (обратно через Новый мост)
- 333 4-й микрорайон — Центральный рынок
- 334 Автостанция — Центральный рынок (через Новый мост)

Другие междугородные маршруты:
- 102 Поликлиника — Введенщина;
- 103 Автостанция" — Олха;
- 103а Автостанция — Большой Луг (Нижняя дорога);
- 104 Автостанция — Чистые Ключи;
- 105 Автостанция — Большой Луг (Верхняя дорога);
- 112 Автостанция — Смоленщина;
- 222 Автостанция — Шаманка.

Скоростной трамвай
В рамках развития Иркутской агломерации и программы «Большой Иркутск» планируется соединить Шелехов, Иркутск и Ангарск линиями скоростного трамвая.
Железнодорожный транспорт
Через Шелехов проходит Транссибирская магистраль, расположено две железнодорожные станции: Шелехов в посёлке Индивидуальном и Гончарово в микрорайоне Привокзальном. Поскольку станция Шелехов не имеет здания вокзала, основные пассажирские и перевозки осуществляются через Гончарово.
Автомобильный транспорт
Шелехов расположен вдоль Култукского тракта (участок федеральной трассы М55 «Байкал»). Он соединяет город с областным центром (на северо-востоке) и Байкалом (на юге).
В пяти километрах от города завершено строительство Иркутской объездной дороги, которая значительно сокращает путь из Шелехова до Мегета, Ангарска и Иркутского микрорайона Новоленино. Она соединила федеральные трассы М53 и М55, что позволило миновать трансферному транспорту и без того загруженные улицы Иркутска и Култукский тракт в Шелехове.
В самом Шелехове автомобильный транспорт движется оживлённо, пробок здесь нет.
В городе функционирует несколько служб такси. Средняя цена поездки по городу — 160 рублей.
Расстояние (между границами) до некоторых городов Иркутской области:
- Иркутск — 7 км;
- Ангарск — 52 км;
- Култук — 73 км;
- Слюдянка — 82 км.

Воздушный транспорт
Авиаперевозки осуществляются через международный аэропорт Иркутск, который находится в 26 км от центра города Шелехова. Ведётся подготовка проекта нового аэропорта, с которым планируется связать Шелехов рейсовым автобусом.

## Общество
Образование
Происшествия
- 22 декабря 1992 года на заводе «Иркутсккабель» произошёл крупный пожар, который раскинулся на территорию более 17 000 м². Несколько десятков единиц техники прибыли из близлежащих городов области. Пламя тушили более суток, ещё несколько дней заливали водой дымящиеся конструкции — там тлели токсичные продукты: (краска, кабель). В результате ЧП пожарные получили различные заболевания, 102 человека стали инвалидами, а 12 скончались[31].
- 2 февраля 2010 года произошёл взрыв в одном из зданий ОАО «СУАЛ-ПМ». В результате возникшего пожара погиб один человек, двое пострадали, но от госпитализации отказались. Над городом нависла экологическая угроза, а иркутские сейсмологи в то время зафиксировали землетрясение силой 3 балла по шкале Рихтера[32][33]. Как оказалось позже, администрация «СУАЛ-ПМ» не соблюдала нормы противопожарной безопасности на заводе[34].

Здравоохранение
Кладбище
В Шелехове одно городское кладбище, которое разделено на два — новое и старое.
Из известных людей на Шелеховском кладбище похоронены первый директор ИркАЗа Тимофей Панжин и часть праха мэра японского города Нэагари Сигэки Мори.
26 марта 2004 года могилу Сигэки Мори посетили его сын Ёсиро Мори и президент Владимир Путин.

## Средства массовой информации

### Пресса
Пресса в городе представлена как местными (журнал «Мой Шелехов», газета «Шелеховский вестник»), так и крупными региональными и федеральными изданиями («Комсомольская правда», «Российская газета», «Восточно-Сибирская правда», «Телесемь», «Аргументы и факты», «Видеоканал», «Труд» и другие).

### Местное телевидение
В Шелехове и пригороде повсеместно принимаются федеральные и региональные телеканалы
- Телеканал «Солнце»
- В Кабельных сетях на канале «Шелехов ТВ» / ШЕЛЕХОВ ТВ" (Шелехов). Семь раз в течение дня в удобное для зрителей время, выходят «Шелехов Сегодня (Шелехов)»

Компании «Ростелеком» (Иркутский филиал), «Альпари» и «Мегаполис-Телеком» предоставляют услуги кабельного, IPTV и цифрового телевидения.
В 1991 году шелеховчанином Станиславом Огородниковым был основан медиахолдинг «АС Байкал ТВ», вещающий на всю Иркутскую область.

### Цифровое эфирное телевидение
все 21 каналов для мультиплекса РТРС-1 и РТРС-2; Пакет радиоканал, включает: Вести ФМ, Радио Маяк, Радио России.
- Пакет телеканалов РТРС-1 (телевизионный канал 37, частота 602 МГц), включает: Первый канал, Россия 1-Иркутск, Матч-ТВ, НТВ, 5 канал, Россия-Культура, Россия 24-Иркутск, Карусель, ОТР, ТВЦ.
- Пакет телеканалов РТРС-2 (телевизионный канал 44, частота 658 МГц), включает: Рен-ТВ, Спас, СТС, Домашний, ТВ3, Пятница!, Звезда, Мир, ТНТ, МузТВ.
- Обязательные общедоступные региональные телеканалы («21-я кнопка») : телекомпании «АИСТ ТВ»

ртрс-1 подключит с 17 февраля 2018 вещается на телеканал «Россия 1-Иркутск» и «Россия 24-Иркутск» на РТРС-1.

### Радиостанции
Радиослушатели Шелехова могут поймать на своих приёмниках более 20 различных радиостанций:
- 69,50 УКВ — «Эхо Москвы» (Иркутск);
- 73.76 УКВ — Радио «Автос» (Ангарск);
- 87,6 FM — «Русское радио» (Иркутск);
- 90.3 FM — Радио «Радио» (Иркутск);
- 100,9 FM — «Радио 7» (Иркутск);
- 101.4 FM — «Хит FM» (Ангарск);
- 101,7 FM — «Вести-FM» (Иркутск);
- 102,1 FM — «Радио МСМ» (Иркутск);
- 102,6 FM — «Новое радио» (Иркутск);
- 103,1 FM — «Искатель» (Ангарск)
- 103,8 FM — «Европа плюс» (Иркутск);
- 104,2 FM — «DFM»;
- 104,6 FM — «Ретро FM» (Иркутск);
- 105.6 FM — Радио «Шансон» (Иркутск);
- 106,0 FM — «Юмор FM» (Иркутск);
- 106.4 FM — «Радио Fresh» (Иркутск);
- 107,1 FM — «Авторадио» (Иркутск).
- 107,5 FM — Радио Дача (Иркутск)

## Почётные граждане города
- Архипова, Маина Степановна
- Мори, Сигэки
- Поздняк, Владислав Викторович
- Васильев, Роман Игоревич
- Алексеев, Сергей Владимирович

## Мероприятия, проводимые в Шелехове
- «Синяя птица» — бал одарённых выпускников средних школ, гимназии и лицея. Окончен в 2021 году.
- «Молодёжный форум»
- Золотая перекладина
- Именная стипендия «Есть выбор»

## Международные и региональные отношения
Города-побратимы
- : Номи, Япония (с 1976 года)[36].
- : Рыльск, Россия.

Соглашения о сотрудничестве
- : Истринский район, Россия (Московская область).
- : Олха, Россия (Шелеховский район, Иркутская область).
- : Оса, Россия (Осинский район, Иркутская область).
- : Ханх-Сум, Монголия[36].